# Lavoisierův–Laplaceův zákon
Lavoisierův–Laplaceův zákon nebo také první termochemický zákon objevili v roce 1780 francouzští vědci Antoine-Laurent de Lavoisier a Pierre Simon de Laplace. Tento zákon byl původně formulován tak, že teplo potřebné k rozložení chemické sloučeniny na prvky je stejně velké, jako teplo uvolněné při tvorbě této sloučeniny z prvků. Postupně byl rozšířen na všechny chemické reakce.
Obecně tedy podle tohoto zákona platí, že při průběhu jakékoliv chemické reakce v přímém i opačném směru je hodnota spotřebovaného nebo uvolněného tepla stejná pouze s opačným znaménkem.
Tento zákon je v souladu s principem zachování energie (první termodynamický zákon). Kdyby se totiž hodnota tepla opačné reakce lišila od hodnoty tepla reakce přímé, bylo by možné produkovat celkovou tepelnou energii bez jakékoliv náhrady z jiné energie. Bylo by to perpetuum mobile.

## Formulace Lavoisierova–Laplaceova zákona
Používá se několik formulací tohoto zákona:
- Reakční teplo dané reakce a reakční teplo téže reakce, probíhající opačným směrem, je až na znaménko stejné.
- Hodnota reakčního tepla přímé nebo protisměrné reakce je stejná, mění se však hodnota jeho znaménka (+/−).
- Reakční entalpie ∆H přímé a zpětné reakce je až na znaménko stejná.

## Příklady Lavoisierova–Laplaceova zákona
Vznik a rozklad amoniaku:
N2 (g) + 3 H2 (g) → 2 NH3 (g); ΔH = −92,4 kJ·mol−1
2 NH3 (g) → N2 (g) + 3 H2 (g); ΔH = +92,4 kJ·mol−1
Hoření vodíku v kyslíku a rozklad vody:
2 H2 (g) + O2 (g) → 2 H2O (g); ΔH = −483,6 kJ·mol−1
2 H2O (g) → 2 H2 (g) + O2 (g); ΔH = +483,6 kJ·mol−1
Vznik oxidu uhličitého z oxidu uhelnatého a obráceně:
CO + H2O → CO2 + H2; ΔH = −39,1 kJ kJ·mol−1
CO2 + H2 → CO + H2O; ΔH = +39,1 kJ kJ·mol−1

## Rozdělení tepelných reakcí
Podle Lavoisierova–Laplaceova zákona platí, že při průběhu jakékoliv chemické reakce v přímém i opačném směru je hodnota spotřebovaného nebo uvolněného tepla stejná pouze s opačným znaménkem. Reakce se podle toho dělí na:
- Exotermní jsou reakce, při kterých je teplo uvolňováno. Pro exotermní děje je hodnota ΔH záporná (ΔH < 0), protože systém předal do okolí teplo a je o energii chudší.
- Endotermní jsou reakce, při kterých je teplo spotřebováno. Pro endotermní děje je hodnota ΔH kladná (ΔH > 0), protože systém od okolí energii přijal.